# Faster (film, 2010)
Faster är en amerikansk actionfilm från 2010, i regi av George Tillman, Jr. Huvudrollerna spelas av Dwayne Johnson och Billy Bob Thornton. 
En nyligen frisläppt fånge ämnar hämnas sin brors död efter att de blev blåsta vid en tidigare stöt. Han jagas dock av en pensionerad polis och en yrkesmördade.